# پسر قوی
پسر قوی (انگلیسی: Strong Boy) فیلمی صامت در ژانر کمدی به کارگردانی جان فورد است که در سال ۱۹۲۹ منتشر شد.

## بازیگران
- ویکتور مک‌لاگلن
- لیاتریس جوی
- جی. فارل مک‌دانلد
- جک پنیک
- اسلیم سامرویل
- تام ویلسون
- دیوید تورنس